# Wataten!: An Angel Flew Down to Me
Wataten!: An Angel Flew Down to Me (jap. 私に天使が舞い降りた! Watashi ni tenshi ga maiorita!)  – czteropanelowa manga autorstwa Nanatsu Mukunoki, publikowana na łamach magazynu „Comic Yuri Hime” wydawnictwa Ichijinsha od listopada 2016 do kwietnia 2025.
Na jej podstawie studio Doga Kobo wyprodukowało serial anime, który był emitowany od stycznia do marca 2019. Film anime, zatytułowany Wataten!: An Angel Flew Down to Me: Precious Friends, miał premierę w październiku 2022.

## Fabuła
Miyako Hoshino jest bardzo nieśmiałą studentką. Kiedy jej młodsza siostra Hinata przyprowadza do domu swoją koleżankę z klasy, Hanę Shirosaki, Miyako zostaje oczarowana jej urodą i zaczyna przebierać ją w kostiumy w zamian za przekąski. Seria opowiada o Miyako, która stopniowo zaprzyjaźnia się z Haną oraz innymi przyjaciółkami Hinaty, Noą Himesaką, Koyori Tanemurą i Kanon Konomori.

## Bohaterowie
- Miyako Hoshino (jap. 星野 みやこ Hoshino Miyako)

Seiyū: Reina Ueda 
- Hana Shirosaki (jap. 白咲 花 Shirosaki Hana)

Seiyū: Maria Sashide 
- Hinata Hoshino (jap. 星野 ひなた Hoshino Hinata)

Seiyū: Rika Nagae 
- Noa Himesaka (jap. 姫坂 乃愛 Himesaka Noa)

Seiyū: Akari Kitō 
- Koyori Tanemura (jap. 種村 小依 Tanemura Koyori)

Seiyū: Hitomi Ōwada 
- Kanon Konomori (jap. 小之森 夏音 Konomori Kanon)

Seiyū: Naomi Ōzora 
- Koko Matsumoto (jap. 松本 香子 Matsumoto Kōko)

Seiyū: Lynn 
- Chizuru Hoshino (jap. 星野 千鶴 Hoshino Chizuru)

Seiyū: Ami Koshimizu 
- Haruka Shirosaki (jap. 白咲 春香 Shirosaki Haruka)

Seiyū: Ayumi Fujimura 
- Emily Himesaka (jap. 姫坂 エミリー Himesaka Emirī)

Seiyū: Aki Toyosaki 
- Yuna Matsumoto (jap. 松本 友奈 Matsumoto Yūna)

Seiyū: Hina Kino 

## Manga
Seria była publikowana od 18 listopada 2016 do 18 kwietnia 2025 w magazynie „Comic Yuri Hime”. Wydawnictwo Ichijinsha zebrało jej rozdziały w 16 tankōbonach, które wydawane były od 18 maja 2017 do 29 maja 2025.
| Nr | Data wydania (język japoński) | ISBN (język japoński)  |
| -- | ----------------------------- | ---------------------- |
| 1  | 18 maja 2017                  | ISBN 978-4-75-807672-2 |
| 2  | 16 listopada 2017             | ISBN 978-4-75-807755-2 |
| 3  | 15 czerwca 2018               | ISBN 978-4-75-807819-1 |
| 4  | 15 listopada 2018             | ISBN 978-4-75-807875-7 |
| 5  | 11 stycznia 2019              | ISBN 978-4-75-807896-2 |
| 6  | 18 czerwca 2019               | ISBN 978-4-75-807952-5 |
| 7  | 31 stycznia 2020              | ISBN 978-4-75-802078-7 |
| 8  | 18 września 2020              | ISBN 978-4-75-802156-2 |
| 9  | 18 lutego 2021                | ISBN 978-4-75-802215-6 |
| 10 | 18 października 2021          | ISBN 978-4-75-802306-1 |
| 11 | 17 czerwca 2022               | ISBN 978-4-75-802424-2 |
| 12 | 14 października 2022          | ISBN 978-4-75-802460-0 |
| 13 | 18 lipca 2023                 | ISBN 978-4-75-8025799  |
| 14 | 17 lutego 2024                | ISBN 978-4-75-802657-4 |
| 15 | 28 września 2024              | ISBN 978-4-75-802769-4 |
| 16 | 29 maja 2025                  | ISBN 978-4-75-802901-8 |

## Anime
Adaptacja w formie telewizyjnego serialu anime została zapowiedziana 15 czerwca 2018 wraz z wydaniem trzeciego tomu mangi. Seria została wyprodukowana przez studio Doga Kobo i wyreżyserowana przez Daisuke Hiramakiego. Scenariusz napisał Yuka Yamada, postacie zaprojektowała Hiromi Nakagawa, a muzykę skomponował Takurō Iga. Serial był emitowany między 8 stycznia a 26 marca 2019 w Tokyo MX i innych stacjach. Motywem otwierającym jest „Kimama na tenshi-tachi” (jap. 気ままな天使たち), końcowym zaś „Happy Happy Friends” (jap. ハッピー・ハッピー・フレンズ Happī happī furenzu). Oba utwory zostały wykonywane przez WATATEN☆5 (Maria Sashide, Rika Nagae, Akari Kitō, Hitomi Ōwada i Naomi Ōzora). Prawa do streamingu serii nabył Crunchyroll.

### Lista odcinków
| №  | Tytuł | Premiera         |
| -- | --- | ---------------- |
| 1  | A Funny, Squirmy Feeling Monyottoshita kimochi (もにょっとした気持ち)                                          | 8 stycznia 2019  |
| 2  | Incontestably Cute Saikyou ni kawaii (サイキョーにカワイイ)                                                    | 15 stycznia 2019 |
| 3  | Imprinting Surikomi (刷り込み)                                                                                 | 22 stycznia 2019 |
| 4  | Can We Speak For a Moment? Chotto ohanashi yoroshii desu ka? (ちょっとお話よろしいですか?)                     | 29 stycznia 2019 |
| 5  | Don’t Worry! Leave it to Me! Iikara watashi ni makasenasai! (いいから私にまかせなさい!)                        | 5 lutego 2019    |
| 6  | Mya-Nee Doesn’t Have Any Friends Myā-nee ni tomodachi wa inai zo (みゃー姉に友だちはいないぞ)                  | 12 lutego 2019   |
| 7  | I Don’t Understand What Mya-Nee is Saying Myā-nee ga nani itteruka wakannai (みゃー姉が何いってるかわかんない) | 19 lutego 2019   |
| 8  | Sometimes Ignorance is Bliss Shiranai hō ga shiawase na kototte aru yo (知らないほうが幸せなことってあるよ)    | 26 lutego 2019   |
| 9  | Please Stay Until I Fall Asleep Watashi ga neru made ite kudasai ne (私が寝るまでいてくださいね)               | 5 marca 2019     |
| 10 | I Said Too Much Again Mata yokei na koto icchatta (また余計なこと言っちゃった)                                 | 12 marca 2019    |
| 11 | In Short, It’s Your Fault, Onee-san Tsumari onee-san no sei desu (つまりお姉さんのせいです)                    | 19 marca 2019    |
| 12 | Angel’s Gaze Tenshi no manazashi (天使のまなざし)                                                              | 26 marca 2019    |

## Film kinowy
23 listopada 2020 zapowiedziano nowy projekt anime. Później ogłoszono, że będzie to film kinowy, zatytułowany Wataten!: An Angel Flew Down to Me: Precious Friends (jap. 私に天使が舞い降りた！プレシャス・フレンズ Watashi ni tenshi ga maiorita! Pureshasu furenzu). Jego premiera odbyła się 14 października 2022. Motyw otwierający, zatytułowany „Precious Friends” (jap. プレシャス・フレンズ Pureshasu Furenzu), został wykonany przez WATATEN☆5.